# Prasinocyma transita
Prasinocyma transita là một loài bướm đêm trong họ Geometridae.